# Ramfjord
Der Ramfjord ist ein Fjord in der Gemeinde Tromsø in der norwegischen Provinz Troms. Er ist ein östlicher Nebenarm des Balsfjord und ist etwa 15 Kilometer lang.
Der Eingang liegt im Balsfjord bei Ramfjordnes, von wo sich der Fjord zunächst nach Norden, dann nach Osten erstreckt. Bei Fagernes teilt sich der Fjord in zwei Arme: den kurzen und flachen Nordbotn, der sich etwa einen Kilometer nach Norden erstreckt, und den deutlich längeren und tieferen Sørbotn, der rund sechs Kilometer Richtung Süden weitergeht.
An der Spitze der Sørbotn fließen zwei Flüsse in den Fjord, von Osten der Saltdalselva und von Süden der Sørbotnelva. Da der Ramfjord eine Eingangsschwelle hat und wegen der Frischwasserzufuhr aus Flüssen sind die inneren Teile des Fjords im Winter mit Eis bedeckt und ein beliebter Ort zum Eisfischen.
Die Europastraße 8 verläuft entlang der östlichen und nördlichen Seite des Fjords, wo auch die Ortschaft Ramfjord mit vorwiegend Einfamilienreihenhäusern liegt. Entlang der West- und Südseite des Fjords verläuft die Tromser Provinzstraße 294 und ist die Besiedelung dünner und vor allem landwirtschaftlich. Am Einlass zum Fjord bei Ramfjordnes liegt die Militärbasis Olavsvern.